# Archidendropsis thozetiana
Archidendropsis thozetiana là một loài thực vật có hoa trong họ Đậu. Loài này được (F.Muell.) I.C.Nielsen miêu tả khoa học đầu tiên.

## Hình ảnh

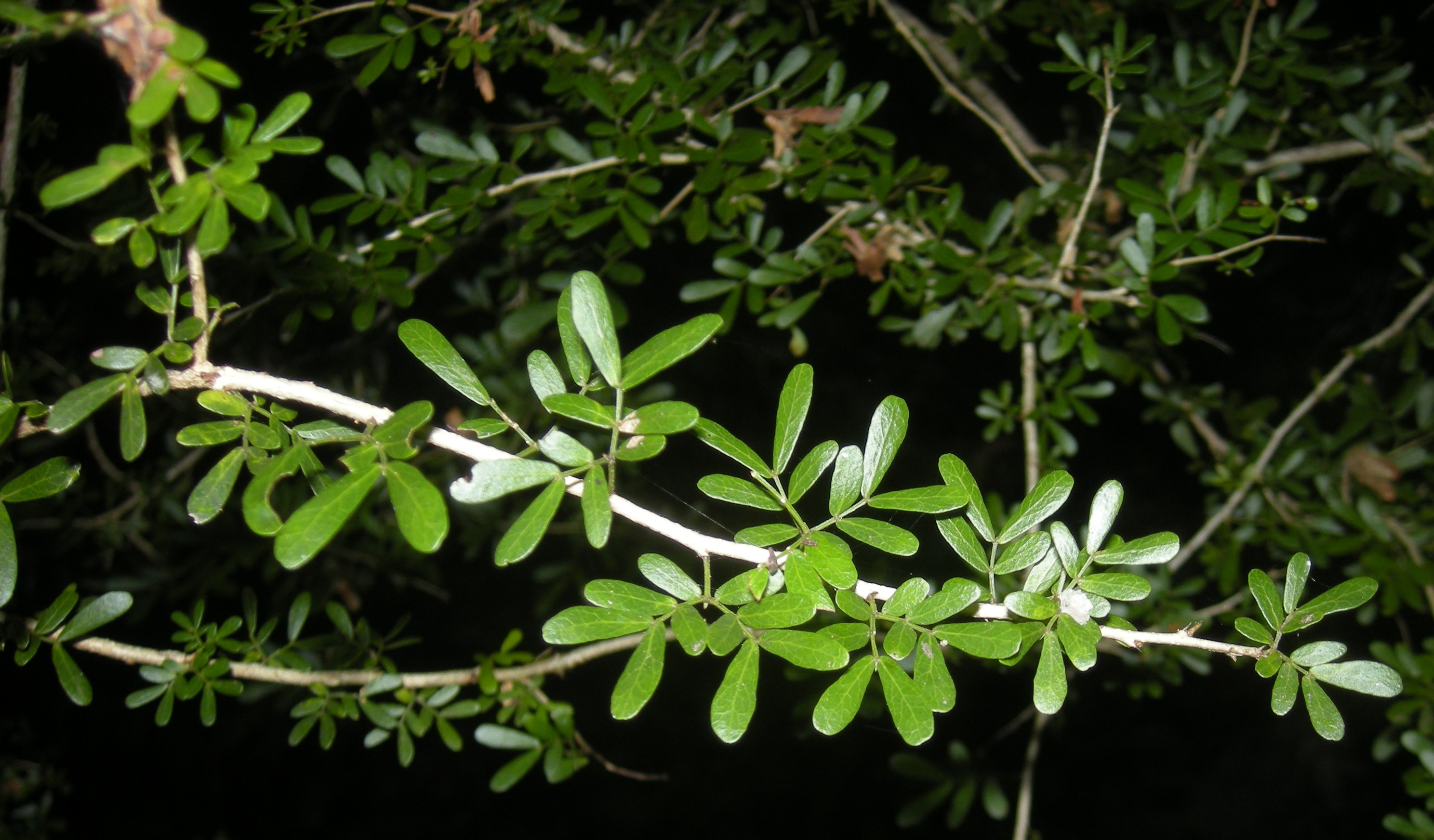
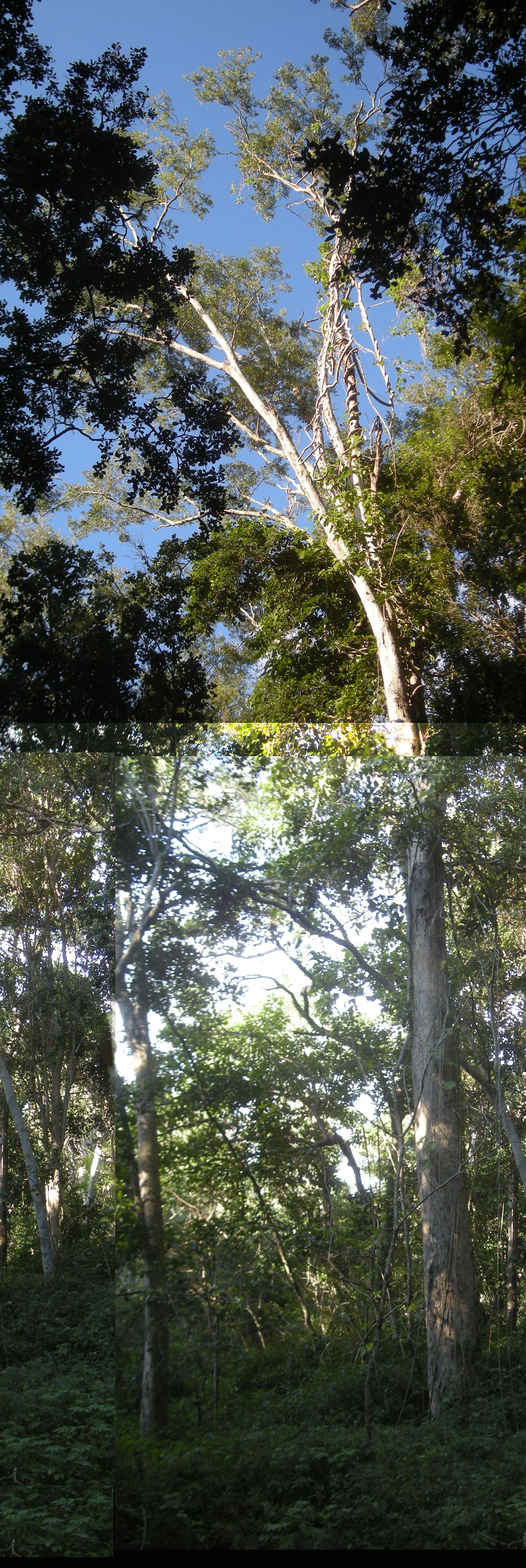